# Tôm he Ấn Độ
Tôm he Ấn Độ (danh pháp khoa học: Fenneropenaeus indicus, trước đây là Penaeus indicus), là một trong những loài tôm he có tầm quan trọng thương mại trên thế giới. Trong tự nhiên, loài này sinh sống trong khu vực Ấn Độ-Tây Thái Bình Dương, từ vùng ven biển đông và đông nam châu Phi, qua Ấn Độ, Malaysia và Indonesia tới miền nam Trung Quốc và miền bắc Australia.

## Tên gọi
Trong tiếng Việt, F. indicus được gọi là tôm he Ấn Độ, trong khi bằng tiếng Anh nó được gọi bằng nhiều tên gọi như Indian white prawn, Tugela prawn, white prawn, banana prawn, Indian banana prawn và red leg banana prawn, với một số tên gọi tiếng Anh này có thể dùng cho cả loài có họ hàng gần là tôm bạc thẻ (Fenneropenaeus merguiensis).

## Sinh thái học và vòng đời
F. indicus là loài giáp xác mười chân (Decapoda) với tôm non sống ở khu vực cửa sông. Tôm trưởng thành sống ngoài biển. Nó ưa thích nền bùn hay cát ở độ sâu 2–90 mét (7–295 ft). Loài tôm này phát triển tới chiều dài 228 milimét (9 in) và có vòng đời 18 tháng. Sau khi nở, ấu trùng nauplius bơi tự do bằng các phần phụ ở đầu phát triển thành dạng ấu trùng protozoea (bơi bằng các phần phụ ở ngực), mysis và sau đó thành dạng hậu ấu trùng, bơi bằng phần phụ ở bụng và trông tương tự như tôm trưởng thành. Tôm hậu ấu trùng di cư tới các cửa sông, kiếm ăn và phát triển tới khi đạt chiều dài 110–120 mm rồi di cư trở lại biển để bị đánh bắt hay để được gây giống phục vụ chăn nuôi theo quy mô công nghiệp trong các trại nuôi tôm.

## Đánh bắt và chăn nuôi
Sản lượng tôm thế giới khoảng 6 triệu tấn, trong đó khoảng 3,4 triệu tấn là từ đánh bắt và khoảng 2,4 triệu tấn từ chăn nuôi thủy hải sản. Trung Quốc và 4 quốc gia châu Á khác bao gồm Ấn Độ, Indonesia, Việt Nam, Thái Lan chiếm khoảng 55% sản lượng đánh bắt. Trong số các loài tôm, phần đóng góp của F. indicus vào đánh bắt tôm toàn cầu khoảng 2,4% và vào chăn nuôi tôm toàn cầu là khoảng 1,2% vào năm 2005. Hiện tại F. indicus được chăn nuôi chủ yếu tại Ả Rập Saudi, Việt Nam, Iran và Ấn Độ. Ả Rập Saudi là quốc gia chăn nuôi lớn nhất năm 2005 với sản lượng gần 11.300 tấn. Việt Nam đứng thứ hai với 10.000 tấn. Tại Ấn Độ, chăn nuôi F. indicus đã sụt giảm từ 5.00 tấn năm 2000 xuống còn 1.100 tấn năm 2005 do người dân chuyển sang chăn nuôi tôm sú (Penaeus monodon).

### Đánh bắt
Năm 2010, Greenpeace International đã bổ sung tôm he Ấn Độ vào danh lục sách đỏ hải sản của họ. Mặc dù bản thân tôm he Ấn Độ không phải là loài bị đe dọa nhưng phương pháp sử dụng để đánh bắt nó lại tạo ra một lượng lớn sản phẩm đánh bắt không mong muốn, bao gồm nhiều loài nguy cấp như rùa biển

### Chăn nuôi
Chu trình sản xuất và chăn nuôi F. indicus tuân theo các bước như đối với các loài tôm khác, nghĩa là sản xuất giống và chăn nuôi tôm hậu ấu trùng thành tôm trưởng thành có kích thước phù hợp với yêu cầu thị trường. Nguồn con giống và kỹ thuật chăn nuôi có thể có khác biệt theo khả năng và nhu cầu của từng nông dân để đảm bảo cân bằng giữa chi phí sản xuất và sản lượng thu hoạch kỳ vọng.

#### Các kỹ thuật chăn nuôi
Các kỹ thuật chăn nuôi có thể là quảng canh, bán thâm canh và thâm canh.

### Chi phí sản xuất và giá trị thị trường
Chi phí sản xuất phụ thuộc vào kiểu chăn nuôi được sử dụng, quy mô sản xuất, số lượng chu kỳ sản xuất mỗi năm v.v.. Người ta ước tính rằng chi phí sản xuất giống là khoảng 1,6 USD/1000. The cost of adult shrimp can range from 4–5 USD/kg.
Tôm he Ấn Độ có giá trị thị trường tương đối thấp hơn so với tôm sú (Penaeus monodon). Giá trung bình của tôm he Ấn Độ là 5,5 USD/kg đối với loại 21-25 con/kg, trong khi P. monodon cùng loại có giá 7-13 USD/kg. Tuy nhiên, do F. indicus dễ nhân giống và chăm sóc nên lợi nhuận tương đối trên cùng một sản lượng thu được từ F.indicus có thể là cao hơn so với những gì thoạt đầu có thể cảm nhận từ các con số nói trên.
Theo truyền thống tôm he Ấn Độ được xuất khẩu ở dạng còn đầu, không đầu, còn đuôi hay ở dạng đông lạnh .